# كليمنت كولسون
كليمنت كولسون (بالفرنسية: Clément Colson)‏ هو مهندس مدني واقتصادي فرنسي، ولد في 13 نوفمبر 1853 في فرساي في فرنسا، وتوفي في 24 مارس 1939 في باريس في فرنسا.